# Victorio Angelelli
Victorio Angelelli ( * 1908 - 1991) fue un geólogo e ingeniero argentino.

## Biografía
El 5 de agosto de 1991 se extinguió en Buenos Aires, Argentina la vida del Ing. Victorio Angelelli. Con él desapareció uno de los fundadores de la Asociación Geológica Argentina.
Había nacido el 20 de febrero de 1908 en Fabriano, Italia, llegando a Argentina en 1910. Ingresó en 1923 en la entonces Escuela de Minas (sección Industrias Químicas) de San Juan. Al egresar en 1928 fue becado por la provincia para trasladarse a Alemania y estudiar en la afamada Academia de Minas de Freiberg, obteniendo el título de Ingeniero de Minas a mediados de 1934.

## Carrera profesional

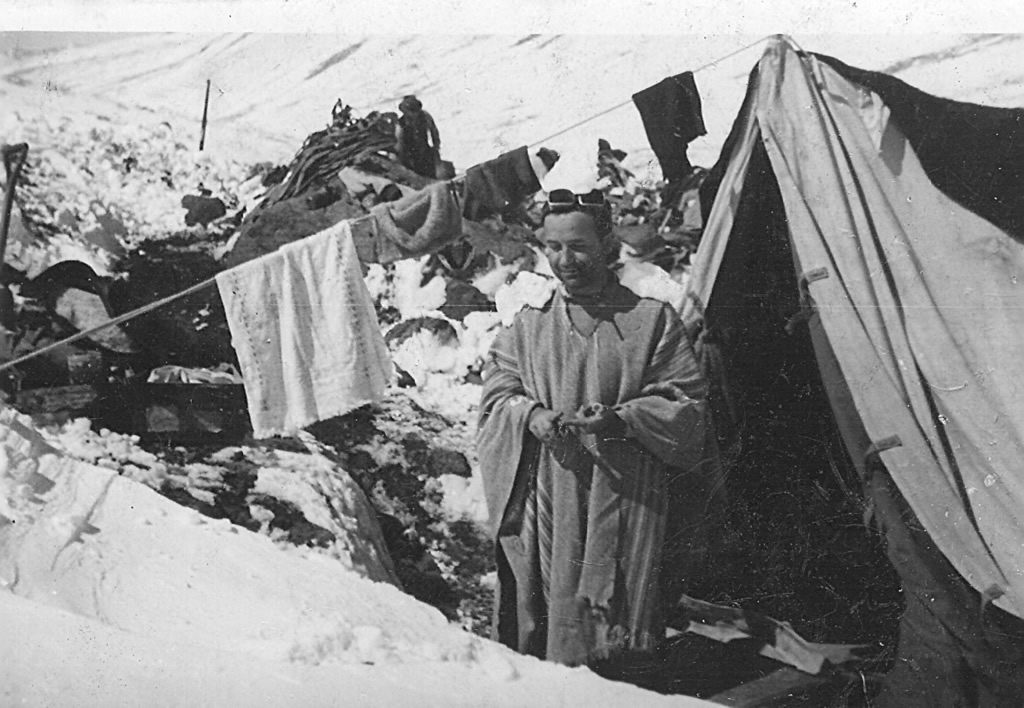
En campaña

El joven ingeniero ingresa como geólogo economista en la Dirección de Minería y Geología de la Nación donde hace sus primeras armas. En 1944 es llamado por la Dirección General de Fabricaciones Militares, ocupando el cargo de Jefe de la División Minas y Geología, y al mismo tiempo se desempeña como asesor del General Manuel Savio, y cuando en 1952 se crea la Dirección Nacional de Energía Atómica, a pedido de la Presidencia de la Nación, se lo designa primero asesor y Jefe del Servicio Minero para luego ocupar la jefatura del Departamento de Geología y Minería. Más tarde, en 1966, es miembro del Directorio, retirándose en 1969. 

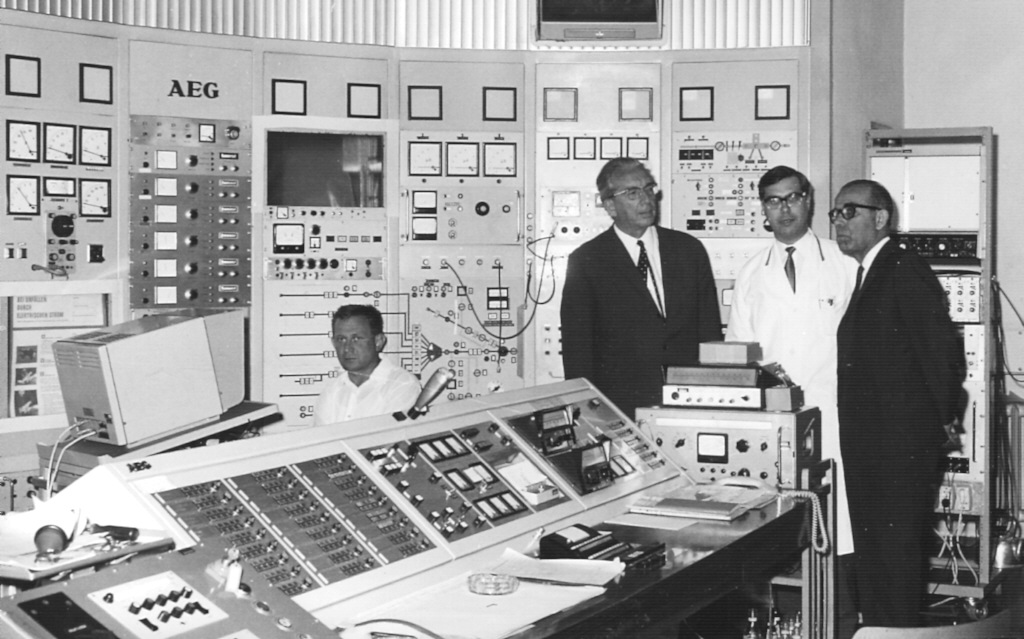
Visita a laboratorios en Alemania

Su deseo entonces es ofrecer a la juventud todos sus conocimientos y su vasta experiencia, lo que se concreta en la docencia en la Universidad Nacional de La Plata. Primeramente es profesor titular de dedicación exclusiva en la cátedra de Geología Económica I, más tarde de la cátedra de Yacimientos de la Facultad de Ciencias Naturales y Museo. Se suceden la Jefatura de la División de Geología Aplicada y luego es nombrado Director del Instituto de Recursos Minerales (INREMI).

## Distinciones
En 1975 la Universidad lo distingue con el grado de Profesor Emérito dada su brillante trayectoria en la investigación y la formación de jóvenes profesionales, y posteriormente en 1987 lo honra con el máximo grado de Doctor Honoris Causa.

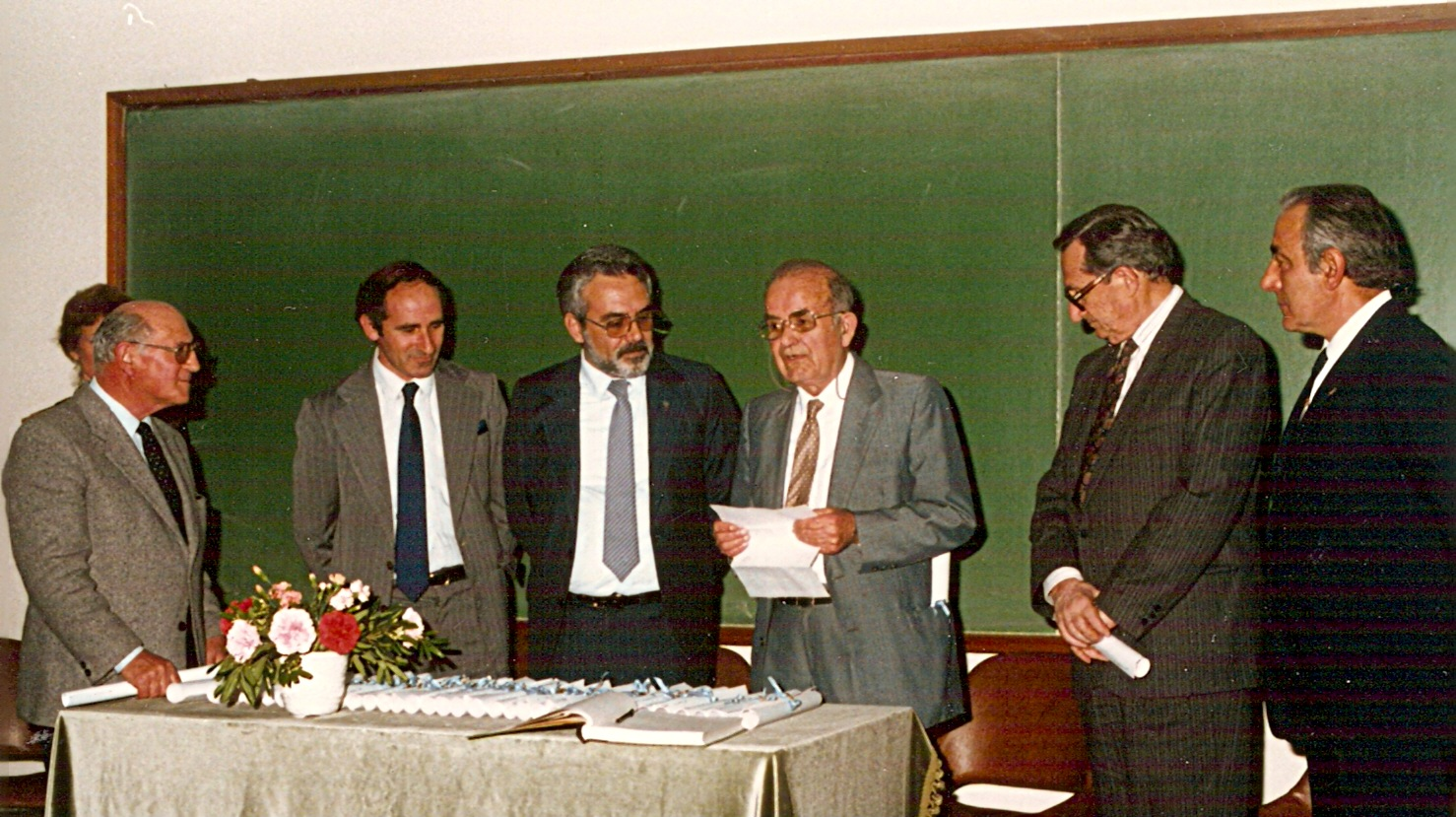
Recibiendo distinciones

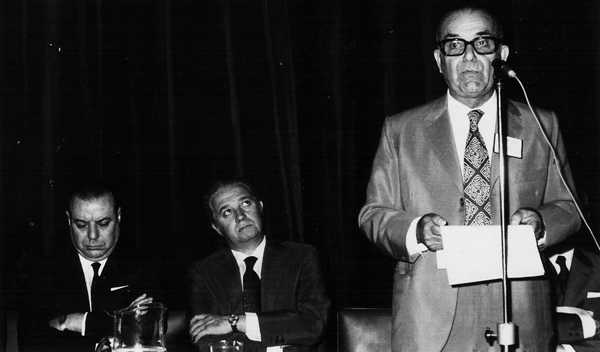
Discurso de apertura del primer Congreso Nacional de Geología Económica, San Juan, 1970. Al centro de la imagen, Gómez Centurión, gobernador de San Juan.

Sin embargo ya en 1941 había obtenido el premio Eduardo Holmberg, otorgado por la Academia de Ciencias Exactas, Físicas y Naturales de Buenos Aires por el trabajo "Los yacimientos minerales y rocas de aplicación de la República Argentina. Su geología y relaciones genéticas".
Le sigue el premio Perito Moreno, medalla de plata, en 1977, con motivo del Centenario del Museo de La Plata, y en 1983, el premio KONEX Platino, en el área de Geología.
Por la trascendencia de su labor y personalidad lo distinguieron en numerosas oportunidades para integrar diferentes comisiones y misiones en el país y en el extranjero, y le cupo, en su oportunidad, ser presidente del 1º Congreso Nacional de Geología Económica.

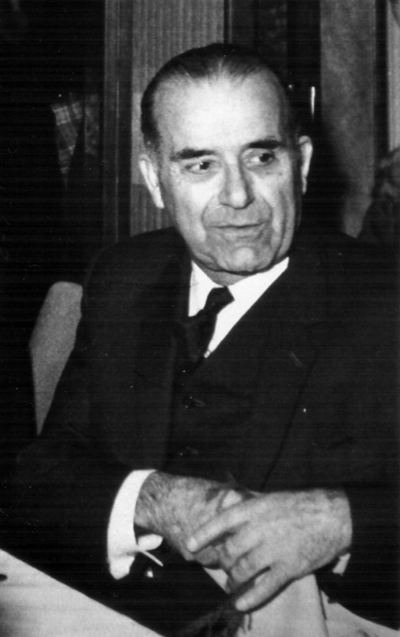

## Bibliografía publicada

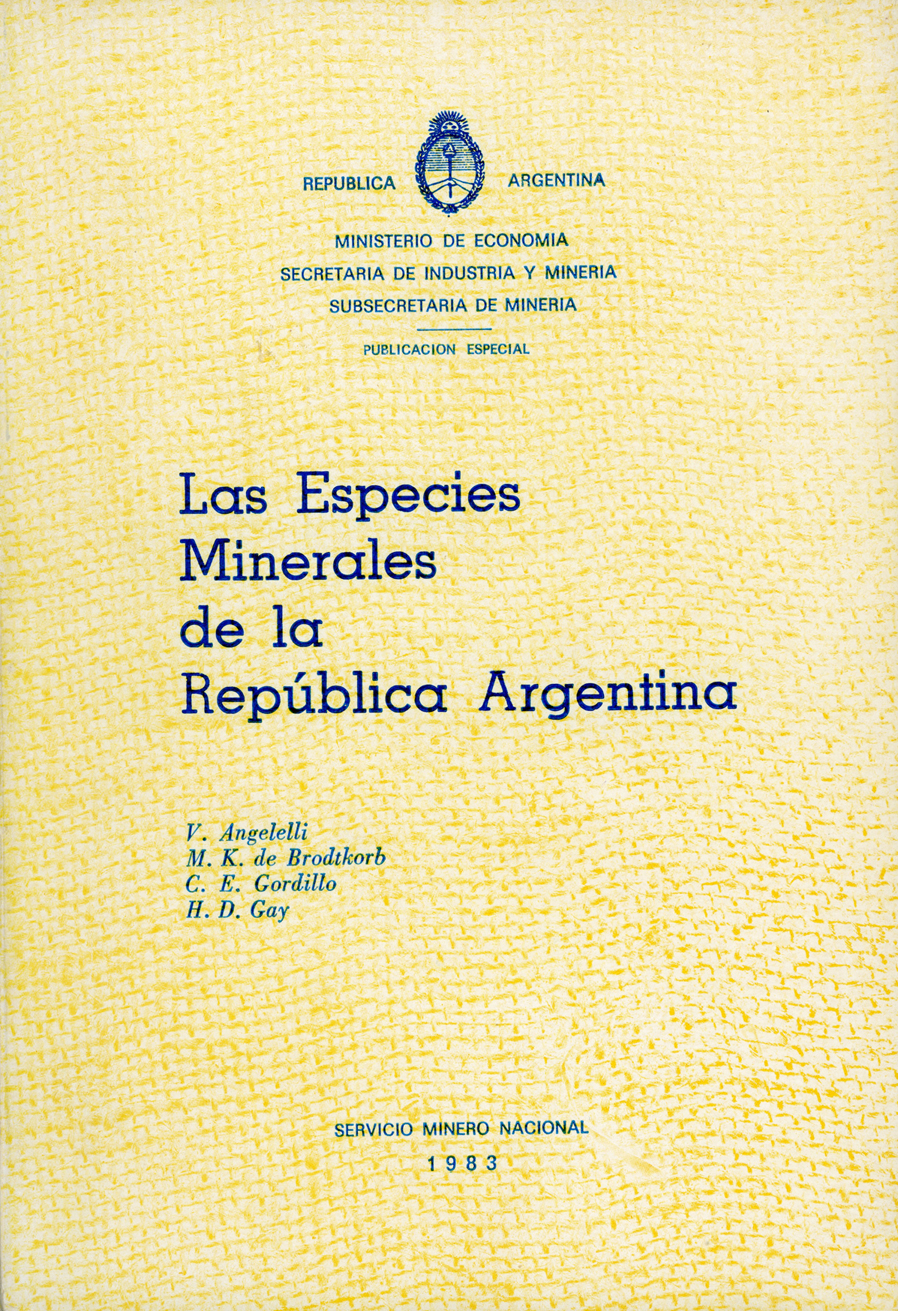
Cubierta del libro Las Especies Minerales de la República Argentina

## Reconocimiento

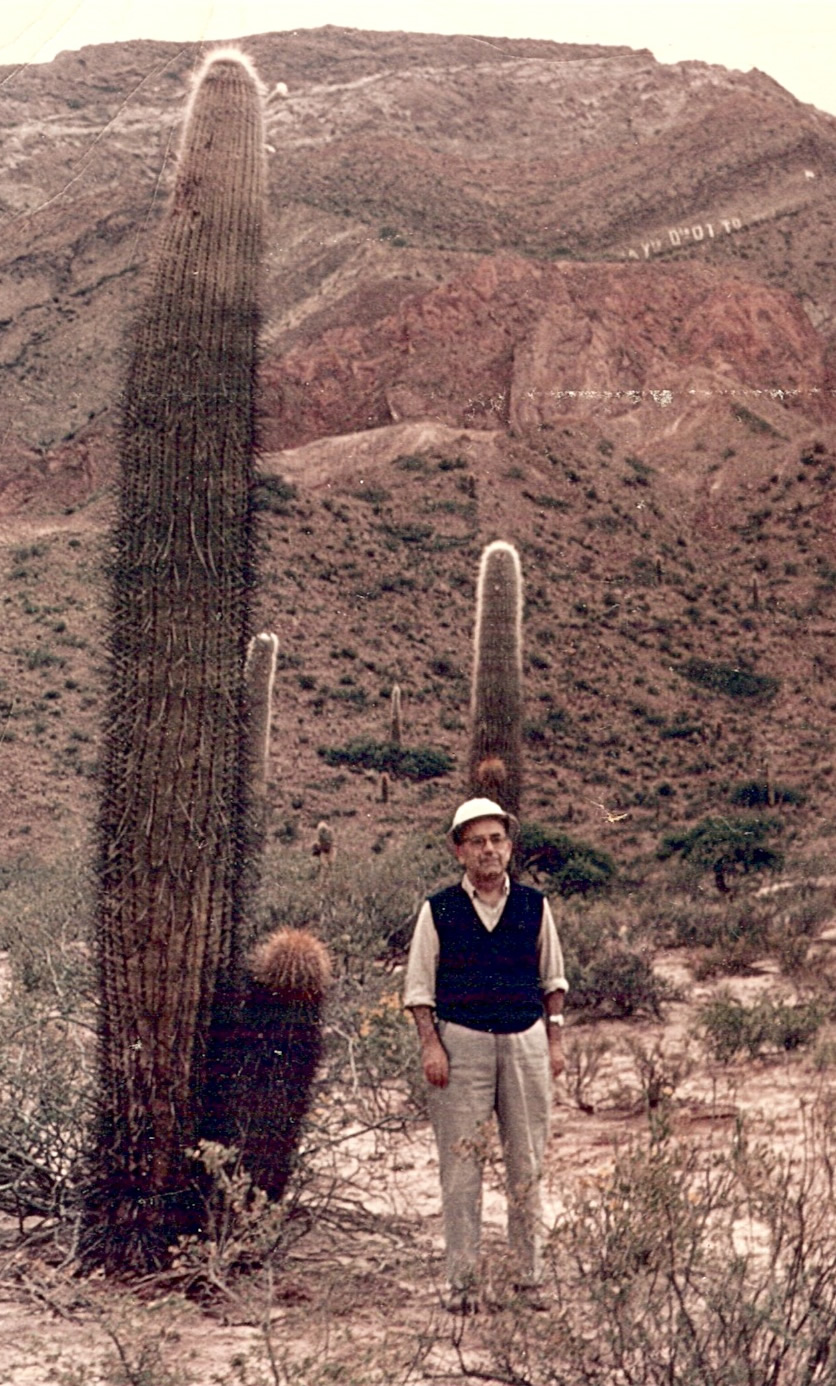
Victorio Angelelli